# 夏尔·弗朗索瓦·迪穆里埃
夏尔-弗朗索瓦·迪·佩里耶·迪穆里埃（法語：Charles-François du Périer Dumouriez，法語發音：[ʃaʁl fʁɑ̃swa dy peʁje dymuʁje]；1739年1月25日—1823年3月14日）法蘭西大革命戰爭期間的將軍。1792年9月20日，他與弗朗索瓦·克里斯多夫·凱勒曼將軍共同參與瓦爾密戰役獲致革命初期鼓舞人心的首次勝利，但後來拋棄了法兰西革命军，在拿破崙統治時期成為一個保皇黨陰謀家，作為大不列顛政府的顧問。迪穆里埃的名字在凱旋門第3列。

## 早年生活
迪穆里埃出生在法蘭西北部斯海爾德河濱的康布雷，父母位列貴族。他的父親，安托萬-弗朗索瓦·杜·佩里埃，擔任皇家軍隊糧秣員，廣泛，認真的教育他的兒子。迪穆里埃在巴黎的路易大帝中學上學，然後，於1757年，以志願者參與羅斯巴赫會戰開始了他的軍事生涯，在埃斯卡爾團他擔任最低階軍官。 他的良好表現得到軍官的任命，後來在日耳曼戰場的七年戰爭中服役，表現優異有22次負傷紀錄; 在和平時期，他以隊長職階退伍，獲得少量退伍金和聖路易勳章。
隨後迪穆里埃走訪了意大利和科西嘉，西班牙和葡萄牙，他給舒瓦瑟爾公爵關於那時期科西嘉共和國的備忘錄，使他再度成為法蘭西征服科西嘉島的工作人員，這個職務，他獲得了中校軍銜。1767年，舒瓦瑟爾命令迪穆里埃到科西嘉島貝爾納·弗朗索瓦，肖夫蘭侯爵的軍隊擔任副軍需官。在此之後，他成為路易十五 國王密諜機構下的情報機構成員，這讓他充分發揮他的外交技能。 1770年，他承擔外交任務被派往波蘭支持巴爾聯盟，在那裡，除了他的政治業務，他還參與組織波蘭民兵發動巴爾聯盟戰爭。 1770年5月23日，他支持組建的波蘭部隊被沙俄亞歷山大·蘇沃洛夫將軍的軍隊在兰茨科罗纳战役擊潰。1770年秋天，舒瓦瑟爾公爵召回迪穆里埃。 1772年，回到巴黎後，迪穆里埃向戰爭部長，路易·弗朗索瓦·德·蒙泰納爾侯爵謀求一個軍事職位，給了他在洛林軍團工作人員職位編寫外交和軍事報告。 1773年，他被囚禁巴士底監獄，他在那裡有半年的時間，他進行文學研究。 然後，他被移轉到卡昂，他仍被拘留，直到1774年路易十六的繼位。 迪穆里埃被召回巴黎，並由聖日耳曼伯爵克洛德·路易，新國王的的戰爭部長，分配給里爾和濱海布洛涅的職位。
出獄後，迪穆里埃和他的表妹結婚，他是一個疏忽和不忠的丈夫，1789年夫妻分居。迪穆里埃夫人避難到修道院。在此期間，迪穆里埃已經將注意力轉移到自己國家的內部狀態，他送到政府非常多的備忘錄其中一個保衛諾曼第大區和它的港口，1778年取得瑟堡防區司令官的職位，他十年的管理取得顯著成績。 1788年，他得到初階將官軍銜，但他的野心並不未滿足。

## 革命期間經歷
革命爆發，他看到開拓新的職業生涯機會，他前往巴黎，1789年加入雅各賓俱樂部。 奧諾雷·米拉波的死亡，對他自己掌握的命運，造成極大的打擊。
1790年，迪穆里埃被任命為新獨立組成比利時政府的法蘭西軍事顧問，並繼續致力於獨立的比利時共和國的事業。
1791年6月，戰爭部長路易·萊貝格·迪波塔伊將任職戰爭委員會主席的迪穆里埃晉升為少將派往旺代地區由雅克·亞歷克西·德·韋爾特伊的第十二師。
然而，1791年6月20－21日 路易十六的出逃失敗後，機會再次出現的時候，他作為陸軍中將和南特指揮官的權力，他表示願意推動協助國民制憲議會。 當時，南特支持新政府，然而周邊地區，仍然忠於王室。緊張的關係在1793年3月，升級為內戰的對抗被稱為新共和國的 旺代戰爭。

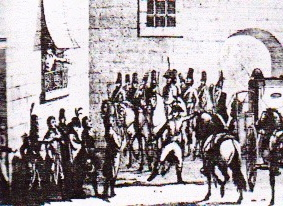
1793年4月迪穆里埃逮捕國民公會委員

然後，他自己依附於吉倫特派，在 1792年3月15日，成為法蘭西外交事務的部長。而後，迪穆里埃選擇皮埃爾·勒布倫是他在比利時和列日有關事務第一代理。 吉倫特派和迪穆里埃之間的關係不是基於意識形態的理念，而是基於雙方的實際共同利益。 迪穆里埃需要 國民立法議會代表支持他，吉倫特派需要一個能給他們合法軍隊的將軍。1792年4月20日對奧地利宣戰他扮演了重要角色，他策劃入侵 低地國家。他外交政策很大程度上受到讓-路易·法維耶的影響。讓-路易·法維耶曾呼籲法蘭西應該打破與奧地利的連結。 1792年6月13日，國王解除讓-馬里·羅蘭，艾蒂安·克拉維埃和约瑟夫·马里·塞尔旺·德·热尔贝職務後，他接替塞爾轟戰爭部長的職位，但兩天後辭職，由於路易十六拒絕了與國民立法議會達成的條款，並前往加入尼古勞斯·盧克納元帥的部隊。 1792年8月10日的騷亂與拉法耶特侯爵的外逃後，他獲得指揮官任命成為"軍隊的核心"。在同一時刻，法蘭西的敵人啟動了攻勢。
迪穆里埃迅速的採取行動。1792年9月20日，他的部屬凱勒曼在瓦爾密戰役擊退了普魯士的部隊，而1792年11月6日，迪穆里埃自己在热马普战役以人數優勢但沒有訓練的部隊擊敗了奧地利部隊。在這些軍事勝利後，迪穆里埃準備入侵比利時傳播革命。 他認為法蘭西已經經歷了一場實質革命，在這種情況下應該援助被壓迫的國家，在這個意義上他是真正革命者。 由於他的計劃大多只限於比利時，這個隧道的願景，有時，使他無法以符合邏輯的方式作為一名指揮官。
回到巴黎，迪穆里埃受到人民熱烈的歡迎，但他不能獲得革命政府的同情。他老式有次序指揮戰爭的方法使他遭受到雅各賓派強烈的批評，而一個失敗將意味著他的職業生涯的結束。當他在1793年1月1日回到巴黎，正在審判路易十六的期間，努力避免處決，對於巴黎更激進的分子，很顯然，迪穆里埃不是一個真正的愛國者。迪穆里埃還寫了一封信給公會責備不提供他的軍隊足夠的補給，反而在1792年12月15日發布法令，贊成法蘭西軍隊在他們已經征服的領土進行掠奪。 該法令確定會導致比利時計劃的失敗，因為欠缺比利時人民的支持。這封信被稱為“迪穆里埃的戰爭聲明。” 1793年3月，在內爾溫登戰役遭到重大的失敗，他絕望的採取了一個自救行動對付他的激進敵人。 逮捕了國民公會派往調查他的指揮四名代表（阿爾芒-加斯東·加繆，讓·亨利·邦卡爾·德西薩爾，尼古拉·馬里·基內特和弗朗索瓦·拉馬克）以及戰爭部長，皮埃爾·里爾·德·伯農維爾，並將他們交給敵人，然後試圖說服他的部隊進軍巴黎，推翻革命政府。嘗試失敗，然後，迪穆里埃與沙特爾公爵（後來成為國王路易-菲利普一世）和他的弟弟蒙龐西埃公爵安托萬·菲利普，逃到奧地利陣營。由於吉倫特派與迪穆里埃關聯，這個打擊使吉倫特派受到責難、攻擊而被清除。

## 後期生活及去世
1793年4月他叛逃後，迪穆里埃留在布魯塞爾停留的時間很短，就前往科隆，在選侯的朝廷謀求職務。他很快就了解到，他已經成為他的同胞，歐洲的王室，貴族和神職人員們共同的懷疑對象。 對此作為回應，迪穆里埃在漢堡撰寫並出版第一卷的回憶錄，他對前一年的事件提出自己的說法。
此刻，迪穆里埃只能從一個國家流浪到另一個國家，不斷的忙於勾結保皇黨，直到1804年在英格蘭定居，不列顛政府提供他一份生活津貼。 他成為不列顛陸軍部對抗拿破崙有價值的顧問，然而他協助的分量是多年以後才公諸於世的。 1814年和1815年，他努力從路易十八爭取法蘭西元帥的司令杖，但未能如願。
1823年3月14日，他去世安葬於泰晤士河畔亨利附近的特維爾公園。
迪穆里埃的回憶錄，1794年在漢堡出版。擴充的版本，迪穆里埃將軍的生活和回憶（La Vie et les mémoires du Général Dumouriez），1823年在巴黎出版。迪穆里埃還寫了許多政治小冊子。

### 其他來源
本条目包含来自公有领域出版物的文本: Chisholm, Hugh (编).  (第11版). London: Cambridge University Press. 1911. The 1911 Encyclopaedia Britannica, in turn, gives the following references:
- A. von Boguslawski, Das Leben des Generals Dumouriez (Berlin, 1878–1879).
- 兩個世界的評論（英语：Revue des deux mondes）  (15 July, 1 August, and 15 August 1884).
- H. Welschinger, Le Roman de Dumouriez (1890).
- 阿蒂尔·许凯（英语：Arthur Chuquet） , La Première Invasion, Valmy, La Retraite de Brunswick, Jemappes, La Trahison de Dumouriez (Paris, 1886–1891).
- A. Sorel, L'Europe et la Révolution française (1885–1892).
- J. Holland Rose and A. M. Broadley, Dumouriez and the Defence of England (1908).
- 埃內斯特·都德（英语：Ernest Daudet） , La Conjuration de Pichegru et les complots royalistes du midi et de l'est, 1795-1797,  Paris, 1901.
- P. Chastain Howe, “Foreign Policy and the French Revolution” (2008).

| 官衔                                | 官衔                                       | 官衔                          |
| ----------------------------------- | ------------------------------------------ | ----------------------------- |
| 前任： 约瑟夫·马里·塞尔旺·德·热尔贝 | 法國戰爭部長 1792年6月13日 – 1792年6月18日 | 繼任： 皮埃爾·奧古斯特·拉雅爾 |